# Mexerion
Mexerion es un género de plantas con flores de la tribu Gnaphalieae dentro de la familia Asteraceae.

## Taxonomía
El género fue descrito por Guy L. Nesom en 1990, con dos especies, M. mexicanum y la especie tipo M. sarmentosum. En 2023, Nesom agregó una tercera especie, M. stolonatum, reclasificada de Chionolaena. Sin embargo, Plants of the World Online acepta solo a M. mexicanum y M. stolonatum, mientras que World Flora Online acepta solamente a M. mexicanum.

### Especies
A agosto de 2025, Tropicos lista 3 especies:
- Mexerion mexicanum GLNesom
- Mexerion sarmentosum (Klatt) GLNesom
- Mexerion stolonatum (SFBlake) GLNesom